# Park Narodowy Jaú
Park Narodowy Jaú – park narodowy leżący na terenie brazylijskich stanów Amazonas i Roraima. Utworzony został 24 września 1980 roku na powierzchni 2272000 hektarów (22 720 km²), w roku 2012 miał już powierzchnię 2 367 339,73 ha (ok. 23 673,4 km²). Od roku 2000 park należy do Listy światowego dziedzictwa UNESCO (włączony jest do Central Amazon Conservation Complex), zaś od 2008 roku określony został przez BirdLife International jako Important Bird Area (kryteria A1, A2 i A3).

## Warunki naturalne
Na terenie PN Jaú, leżącego na wysokości 30–90 m n.p.m., występuje zarówno otwarty jak i zwarty las tropikalny oraz roślinność typu capinarana (istnieje także ekoregion o tej nazwie). Średnia roczna temperatura na terenie parku wynosi 26-27 °C, zaś roczna suma opadów 1750-2500 mm. Na około 65% powierzchni parku występuje gleba typu terra firma, wśród rosnących na niej roślin wymienić można Alexa grandiflora, Scleronema micranthum, Oenocarus bacaba oraz Bertholletia excelsa. Na terenie występują również lasy palmowe, z takimi gatunkami jak Euterpe longibracteata, Oenocarpus bataua, Mauritia carana, Leopoldinia pulchra i Astrocaryum murumuru, czy przedstawiciele rodzaju Attalea. Spotykany jest również ryż Oryza grandiglumis, Piranhea trifoliata, Nectandra amazonum i Vitex cymosa.

## Fauna
Na terenie PN Jaú stwierdzono 120 gatunków ssaków, są to m.in. małpy uakari czarnogłowy (Cacajao melanocephalus), Saguinus inustus, sajmiri (Saimiri sciureus), Callicebus torquatus, kapucynka białoczelna (Cebus albifrons) i kapucynka czubata (Cebus apella) ponocnica trójpręgowa (Aotus trivirgatus), saki białolica (Pithecia pithecia), wyjec rudy (Alouatta seniculus), Pithecia albicans, czepiak belzebub (Ateles belzebuth) oraz pozostałe ssaki, jak np. jaguar (Panthera onca), arirania (Pteronura brasiliensis), manat rzeczny (Trichechus inunguis), wilczek krótkouchy (Atelocynus microtis) i paka nizinna (Agouti paca). Prócz tego w parku stwierdzono 15 gatunków gadów - m.in. kajman czarny Melanosuchus niger, żółwie arrau (Podocnemis expansa), Podocnemis sextuberculat i Podocnemis unifilis. Odnotowano 320 gat. ryb i 411 gatunków ptaków (patrz niżej).

## Awifauna
Wśród gatunków bliskich zagrożenia wymienić można takie jak kusacz szaronogi (Crypturellus duidae), harpia wielka (Harpia harpyja), amazonka białolica (Amazona kawalli), chronka ciemna (Thamnophilus nigrocinereus) i mrówiaczek rzeczny (Myrmotherula klagesi). Występuje także wiele gatunków najmniejszej troski, na przykład topazik ognisty (Topaza pyra), brodacz czarnoplamy (Capito niger), dzięciolnik zmienny (Picumnus lafresnayi), drzym kasztanowogłowy (Nonnula amaurocephala), kapucyn (Perissocephalus tricolor), mrówczynek szary (Herpsilochmus dorsimaculatus), okularek rdzawoczuby (Rhegmatorhina cristata) i gnomik obrożny (Microbates collaris).